# Miniopterus majori
Miniopterus majori е вид бозайник от семейство Гладконоси прилепи (Vespertilionidae).

## Разпространение
Видът е разпространен в Мадагаскар.